# Pam Ann

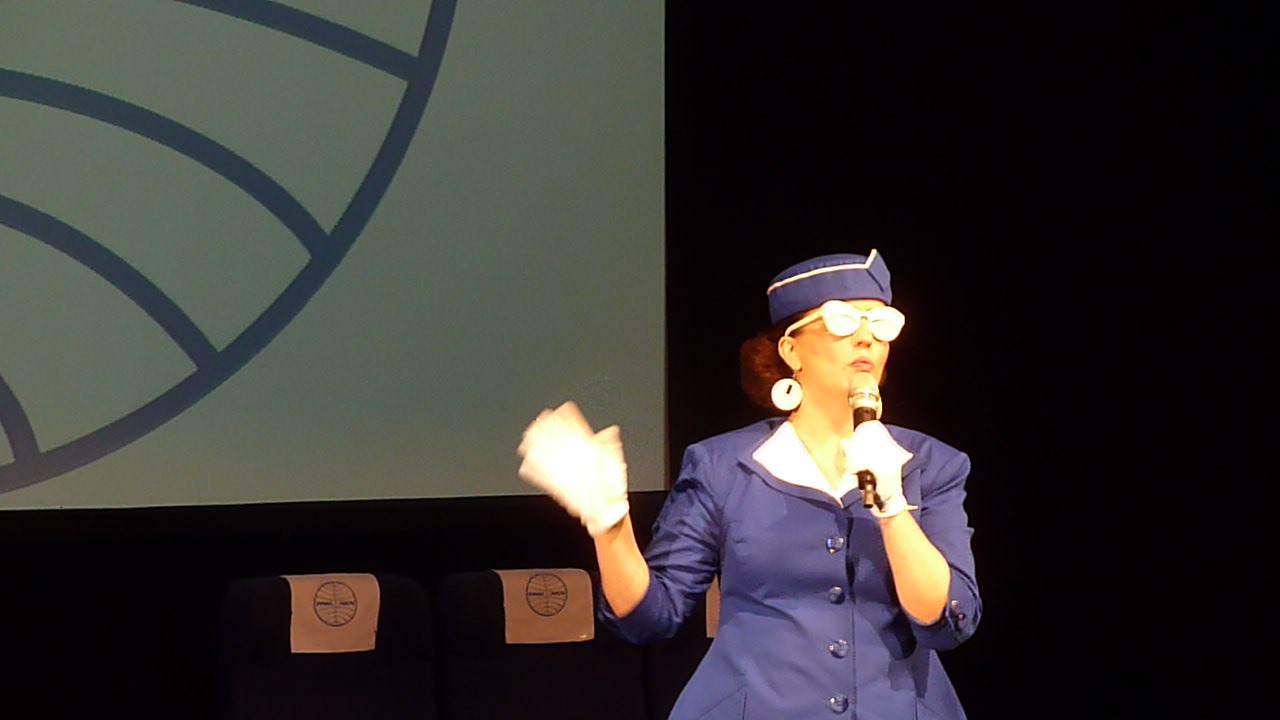
Pam Ann in Tel Aviv

Pam Ann (der Name ist angelehnt an die einst große amerikanische Fluggesellschaft Pan Am) ist seit 1996 der Künstlername und in der Phantasieuniform einer Stewardess die Paraderolle der australischen Comedykünstlerin Caroline Reid (* Melbourne, Australien).

## Shows
Ihre Shows, die sie inzwischen in der gesamten englischsprachigen Welt aufführt, drehen sich um das Thema Flugreisen. Basis sind immer alltägliche Beobachtungen auf Flughäfen und in Flugzeugen, die sie humorvoll verarbeitet. Zu den Konstanten ihrer Aufführungen gehört auch die Gegenüberstellung der Verhältnisse der Passagierfliegerei in deren goldenem Zeitalter, als diese noch eher exklusiv und luxuriös war, mit dem heutigen Massenbetrieb und der heutigen Massenabfertigung. Zusätzlich kommentiert sie jeweils aktuelle Ereignisse in der Luftfahrtbranche. 
Zu ihrem Repertoire gehört auch die speziellen Besonderheiten bekannter Fluggesellschaften zu karikieren, sei es deren tatsächlichen Besonderheiten oder deren Werbekampagnen. Dazu schlüpft sie in weitere Rollen von Stewardessen dieser Gesellschaften.

## Rollen
- Lily (Singapore Airlines)
- Valerie (American Airlines)
- Vanity (Virgin Atlantic Airways)
- Mona (British Airways)
- Donna (EasyJet)
- Vespa (Alitalia)
- Chantal Jemeladonne (Air France)
- Marcia (Air Jamaica)
- Heidi (Scandinavian Airlines System)
- Conchita Rosa María González Gómez (Iberia Airlines)
- Helga (Lufthansa)
- Malaka Pustis (Olympic Airlines)
- Gloria (Qantas)
- Sarah (Virgin Blue)
- Clodagh (Ryanair)

## Werke
- The Pam Ann Show (Talkshow im australischen Fernsehkanal Foxtel)[1]
- Pam Ann Live: Come fly with me (DVD)[2]